# Глазирін Олексій Олександрович
Олексі́й Олекса́ндрович Глази́рін (рос. Алексей Алекса́ндрович Глазырин; *1 серпня 1922, Глазов, Удмуртська АРСР, РРФСР — †13 квітня 1971, Москва, РРФСР) — радянський актор театру та кіно.

## Біографія
Закінчив Державний інститут театрального мистецтва в 1944 році.
Працював в Таганрозькому драматичному театрі імені А. П. Чехова (1944—1955 роки), Новосибірському театрі «Червоний факел» (1955-1961) та Московському театрі імені К. С. Станіславського (з 1961). В 1957 році отримав звання Заслужений артист РРФСР.
Помер 13 квітня 1971 року в Москві, через 2 тижня після прем'єри фільму «Білоруський вокзал», в якому зіграв одну із своїх найкращих кіноролей. Похований на Введенському цвинтарі.

## Фільмографія
- 1957 — «У гонитві за славою»
- 1958 — «Ми з Семиріччя»
- 1963 — «Оптимістична трагедія» — ведучий
- 1964 — «Живі і мертві» — Малинін
- 1965 — «Спекотний липень» — Столєтов
- 1966 — «На дикому березі»
- 1967 — «Вій» — сотник
- 1967 — «Короткі зустрічі» — Семен Семенович
- 1967 — «Звинувачуються у вбивстві»
- 1967 — «Сьомий супутник»
- 1967 — «Війна та мир. Фільм 3: 1812 рік» — епізодична роль
- 1968 — «Щит і меч» — майор Штейнгліц
- 1968 — «Карантин» — Баландин
- 1968 — «Чоловіча розмова»
- 1969 — «Тільки три ночі»
- 1970 — «Білоруський вокзал» — Харламов Віктор Сергійович
- 1970 — «Звільнення»
- 1970 — «Севастополь»
- 1971 — «Молоді» — батько Жені